# Murs-et-Gélignieux
Murs-et-Gélignieux – miejscowość i gmina we Francji, w regionie Owernia-Rodan-Alpy, w departamencie Ain.

## Demografia
Według danych na styczeń 2012 roku gminę zamieszkiwały 253 osoby, a gęstość zaludnienia wynosiła 39,2 osób/km².